# Jacarés
Os jacarés foram um grupo indígena brasileiro, atualmente considerado extinto, que habitava as margens dos rios Mamoré e Madeira, nos estados de Rondônia e Amazonas, respectivamente.[carece de fontes?]
O viajante Hernando Ribera disse que seu nome se deveria ao medo de jacarés, animais que, conforme suas crenças, poderiam matar com o próprio hálito. Um remanescente da tribo parece ter-se fundido nos caripunas de Rondônia.